# NGC 6639
NGC 6639 – gromada otwarta znajdująca się w gwiazdozbiorze Tarczy. Odkrył ją John Herschel 31 lipca 1826 roku. Jest położona w odległości ok. 2,3 tys. lat świetlnych od Słońca. Jej wiek szacowany jest na 0,724 miliarda lat.